# Marre
Marre ist eine französische Gemeinde mit 181 Einwohnern (Stand: 1. Januar 2022) im Département Meuse in der Region Grand Est (vor 2016: Lothringen). Die Gemeinde gehört zum Arrondissement Verdun, zum Kanton Clermont-en-Argonne und zum Gemeindeverband Argonne-Meuse. Die Einwohner werden Marrois genannt.

## Geographie
Marre liegt etwa zwölf Kilometer nordwestlich von Verdun und wird im Norden durch die Maas begrenzt.
Umgeben wird Marre von den Nachbargemeinden Champneuville im Norden und Nordosten, Charny-sur-Meuse im Osten, Thierville-sur-Meuse im Südosten, Fromeréville-les-Vallons im Süden, Montzéville im Südwesten und Westen sowie Chattancourt im Westen und Nordwesten.

## Bevölkerungsentwicklung
| Jahr                       | 1962 | 1968 | 1975 | 1982 | 1990 | 1999 | 2006 | 2011 | 2019 |
| Einwohner                  | 148  | 141  | 142  | 135  | 141  | 151  | 171  | 160  | 162  |
| Quellen: Cassini und INSEE |      |      |      |      |      |      |      |      |      |

## Sehenswürdigkeiten

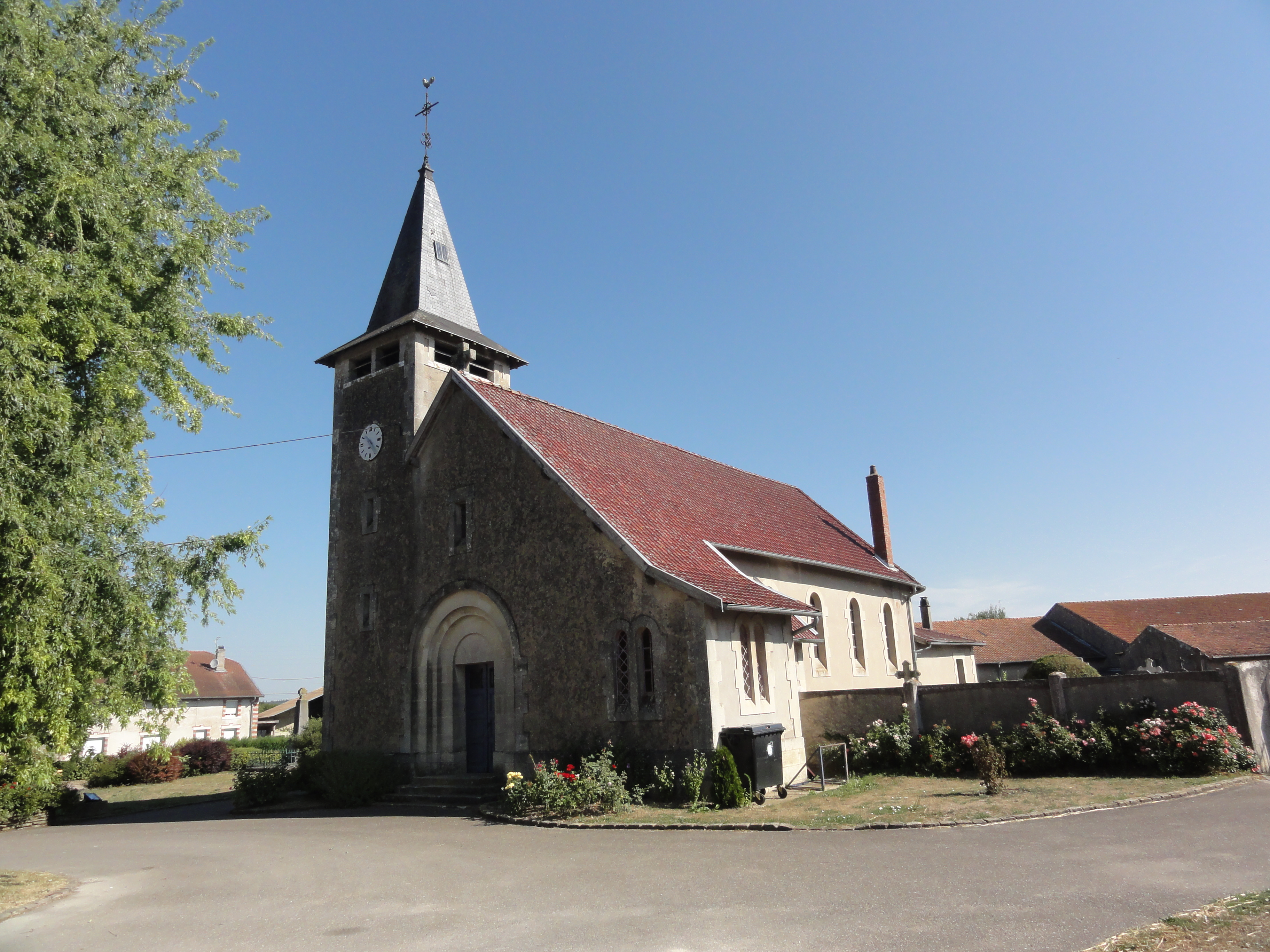
Kirche Saint-Saintin

- Kirche Saint-Saintin